# Orkun Usak
Orkun Usak (uitgesproken als 'Orkoen') (Istanboel, 5 november 1980) is een Turkse oud-voetballer die dienst deed als doelman.

## Carrière
Usak was op 19-jarige leeftijd actief in het jeugdteam van Galatasaray. Hij maakte zijn overstap naar het eerste elftal van deze club maar kreeg daar amper speeltijd omdat Taffarel een basisplaats had als keeper bij Galatasaray. Dus werd Orkun drie jaar uitgeleend aan respectievelijk Beykozspor, Bakırköyspor en Üsküdar Anadolu. Zo werd Usak een ervaren keeper en hij verkaste naar Elazığspor, waar hij voor het eerst in de Turkse Süper Lig kon spelen.
Een jaar later volgde een transfer naar de Turkse subtopper Ankaragücü. Hier bleef hij drie jaar en in het seizoen 2006-2007 vertrok hij tijdens de winterstop naar Kayseri Erciyesspor. Hier speelde hij dus 16 competitiewedstrijden, waarbij hij niet kon vermijden dat zijn club degradeerde. Hij speelde ook nog zes bekerwedstrijden en leidde zijn team naar de finale die verloren werd van Beşiktaş na de verlengingen. Zijn goede spel werd opgemerkt door Galatasaray en Usak keerde terug naar zijn oude club in het seizoen 2007-2008.
Hij begon heel goed aan zijn seizoen en had gedurende 498 minuten geen goal geïncasseerd in Turkije, maar later in het seizoen moest hij door de blunders die hij maakte zijn basisplaats afstaan aan Aykut Erçetin.